# Teleterebratus
Teleterebratus is een geslacht van vliesvleugeligen uit de familie Encyrtidae. De wetenschappelijke naam van dit geslacht is voor het eerst geldig gepubliceerd in 1955 door perversus Compere & Zinna.

## Soorten
Het geslacht Teleterebratus omvat de volgende soorten:
- Teleterebratus amplis (Girault, 1915)
- Teleterebratus bytinskii Trjapitzin & Myartseva, 1994
- Teleterebratus indicus (Narayanan, 1961)
- Teleterebratus perversus Compere & Zinna, 1955